# ستيفن فورست
ستيفن فورست (بالإنجليزية: Stephen Furst)‏ مواليد 8 مايو 1954 في نورفولك، الولايات المتحدة - الوفاة 16 يونيو 2017 في مووربارك، الولايات المتحدة، هو ممثل ومخرج أمريكي بدأ مسيرته الفنية سنة 1975. من أعماله سكرابز. امتدت مسيرته الفنية لأكثر من 41 عاما. درس في جامعة فرجينيا كومونولث.

## وصلات خارجية
- ستيفن فورست على موقع IMDb (الإنجليزية)
- ستيفن فورست على موقع روتن توميتوز (الإنجليزية)
- ستيفن فورست على موقع ألو سيني (الفرنسية)
- ستيفن فورست على موقع ميوزك برينز (الإنجليزية)
- ستيفن فورست على موقع أول موفي (الإنجليزية)
- ستيفن فورست على موقع قاعدة بيانات الأفلام السويدية (السويدية)
- ستيفن فورست على موقع إن إن دي بي (الإنجليزية)
- ستيفن فورست على موقع ديسكوغز (الإنجليزية)
- ستيفن فورست على موقع قاعدة بيانات الفيلم (الإنجليزية)
- ستيفن فورست على موقع كينوبويسك (الروسية)
- الموقع الرسمي